# Mulefa
Mulefaer er fiktive sære væsener fra en anden verden, der optræder i den engelske forfatter Philip Pullmans trilogi Det Gyldne Kompas. De bliver nævnt første gang i tredje og sidste del Ravkikkerten. 
Det er doktor Malone, der første gang opdager disse væsener. Mulefaerne ligner hjorte, men har snabler af horn, og deres ben sidder på en mærkelig måde: et foran på kroppen, et bag på kroppen og de sidste to på hver sin side. Mulefaerne opdagede for 3.300 år siden, at der på nogle træer voksede frøkapsler, som når de er modne, falder ned fra træerne. Mulefaerne bruger frøkapslerne (som der har et hul midt igennem) til at sætte på deres forreste og bagerste hove og bruger benene på siden til at skubbe sig frem med, så frøkapslerne kan bruges som hjul. Hen over de store græssletter i mulefaernes verden findes der veje, som med stor sandsynlighed er lavet af forstenet lava. Dem bruger mulefaerne til at køre på, da det er nemmere end at køre rundt i græsset.
I frøkapslerne findes der en bestemt slags olie, som gav mulefaerne intelligens, da de kom i berøring med den. De bygger landsbyer og stifter civilisation. De bruger deres snabel som hånd, og derfor må de tit samarbejde, for eksempel når de skal binde knuder på fiskenettene. Da de møder doktor Malone for første gang, inviterer de hende på en ridetur hjem til deres by. Hun lærer hurtigt mulefaernes sprog og bliver gode venner med dem. En af hendes meget gode venner hedder Atal, som hun tit hjælper. Mulefaerne er meget fascinerede af hendes hænder, og hun er god til at hjælpe, selvom hun tit binder knuder på fiskenettene på mulefa-måden. Hun bruger kun en hånd til det og arbejder sammen med en anden.
Mulefaerne er de eneste, der kan få frøkapsletræerne til at spire, da der ikke er andet, der ordentligt kan knække frøkapslerne end lang tids brug som hjul.
Mulefaernes værste fjender er store hvide fugle, hvis vinger ligner sejl, når de ligger ude på havet. Disse fugle smadrer mulefaernes landsbyer og plejer at lægge en stor bunke mødding på pladsen. Fuglene er cirka to meter høje og lever i flokke.